# 日産・GT-R NISMO GT500
日産・GT-R NISMO GT500は、日産・GT-Rをベースに開発されたレーシングカー。SUPER GT・GT500クラスに参戦していた。

## 経緯
2009年頃から、SUPER GTを主催するGTアソシエイションはドイツツーリングカー選手権（DTM）を主催するITRとで車両規則統合について協議を進めていた。2012年10月16日付で、2014年からGT500クラスとDTM間で車両規則統一（後のクラス1規定）に向けた契約を結んだ事を発表。全長、全高、全幅、ホイールベース、タイヤサイズ、左ハンドル化やモノコック、フロントスポイラー、アンダーフロア、リヤディフューザー、ウイング等の主要部品が共通化された。エンジンのみDTMと異なり、Nippon Race Engine（NRE）として、2リッター直列4気筒ターボエンジンを採用したが、後にDTMも2019年より同レギュレーションに移行した。
それに伴い、トヨタ、ホンダはそれぞれレクサス・RC F、ホンダ・NSXをレギュレーションに適合して開発した車両をそれぞれ投入するが、日産はGT-Rを継続。駆動方式は市販車の四輪駆動からFRに変更するなど、レギュレーションに適合させた車両を開発し投入した。また、NRE規定に合わせた新エンジン「NR20A」も開発した。

## 参戦歴

### 14規程（2014-16年）

#### 2014年
NISMO、TEAM IMPUL、KONDO Racing、MOLAの4チームにGT-Rを供給。ドライバー陣も前年から大幅に変更。NISMOはロニー・クインタレッリが続投し、パートナーには松田次生がチームに復帰。TEAM IMPULはジョアオ・パオロ・デ・オリベイラのパートナーに安田裕信が移籍。KONDO Racingにはミハエル・クルムのパートナーにGT300クラスから佐々木大樹が昇格。MOLAは本山哲のパートナーに柳田真孝が復帰してシーズンに挑んだ。開幕戦岡山ではIMPULがフロントローに並び、3位表彰台を獲得。第2戦富士ではそれまでのGT-Rが苦手としていたストレートスピードを大幅に改善し、GT500クラスで初めて最高速300km/hを到達する速さを見せたIMPULがポールポジションを獲得。決勝でもトップでチェッカーを受け、GT-R NISMO GT500としての初優勝を挙げる。また、同レースでMOLAが車両火災に見舞われ、新規程の課題も残した。第3戦オートポリスではNISMOがポールトゥウィンを果たしたほか、MOLAが2位、IMPULが3位に入るなどGT-RがGT500クラス表彰台を独占するなどこの年を象徴づけるような圧倒的な強さを見せた。その後初開催となった第7戦ブリラムではMOLAがポールポジションを、KONDOが2位表彰台を獲得。最終戦もてぎではNISMOがポールトゥウィンを果たし、大逆転でシリーズチャンピオンを獲得。ロニーはMOLAで獲得した2012年以来3度目、松田はGTデビューしてから15年目で初のタイトルとなった。

#### 2015年
引き続き4チームに供給。ドライバーの布陣は前年とほぼ変更は無いが、KONDO Racingのみこの年からFIA 世界耐久選手権（WEC）に導入する日産・GT-R LM NISMOの開発に集中する為前半戦を欠場するミハエル・クルムの代役としてルーカス・オルドネスが佐々木大樹とコンビを組む。開幕戦岡山こそ躓いたが、第2戦富士ではNISMOが快心のポールトゥウィンを果たし、IMPULが2位でチェッカーと1-2フィニッシュを達成。第3戦ブリラムではMOLAが序盤からデットヒートを繰り広げ今季初優勝、新規程GT-Rに切り替えてから初の優勝を果たした。第4戦富士ではGT-R LM NISMOの開発を終えたミハエル・クルムが復帰したKONDOが優勝。チームにとっては5年ぶり、佐々木はGT500で初、クルムにとっては11年ぶりの優勝となった。第6戦SUGOではMOLAがポールポジションを獲得し、2位。第7戦オートポリスではIMPULがポールポジションを獲得し、NISMOが優勝しIMPULが2位とシーズン二度目の1-2フィニッシュを果たす。この時点でシリーズランキングトップのIMPULと2位のNISMOとの一騎打ちとなった最終戦もてぎではNISMOが2位でフィニッシュし、再び逆転で2年連続シリーズチャンピオンを獲得した。

#### 2016年
この年も4チームに供給。NISMOとIMPULの体制は不変で、KONDOには佐々木のパートナーにMOLAから柳田真孝が移籍、MOLAには本山哲のパートナーにGT300から千代勝正がステップアップ。開幕戦岡山は王者NISMOがトップチェッカー。TOM'Sと熾烈な2位争いを繰り広げたMOLAが3位に入り、GT500デビュー戦となった千代は鮮烈なデビューとなった。第2戦富士ではIMPULがポールポジションを獲得。NISMOと熾烈なデッドヒートを繰り広げるも、最終盤でIMPULがタイヤバーストに見舞われ脱落、NISMOが開幕2連勝を飾る。実質3戦目となった第4戦SUGOではGT-R勢は予選で下位に沈むも、ヨコハマが新開発したタイヤを投入したKONDOがその利点を活かした無交換作戦を決行し、レース中盤にトップに浮上。終盤にはレクサス勢が大挙としてトップ争いに絡むも、残り周回僅かなところでGT300がクラッシュで赤旗終了となり、そのまま優勝。続く第5戦富士ではIMPULが再びポールポジションを獲得し優勝。第2戦富士での雪辱を果たした。第6戦鈴鹿1000kmではMOLAが前戦のクラッシュによる負傷欠場を余儀なくされた千代勝正の代役として高星明誠がGT500デビュー。スティントをこなすうちに習熟を重ねていき、3位でチェッカーを受けた。NISMOは開幕2連勝を飾った後もコンスタントにポイントを重ね、この年九州で起きた震災の影響で第3戦の代替戦としてもてぎの2連戦として開催。その第3戦ではKONDOが再びタイヤ無交換作戦を成功させ、2勝目を挙げた。開幕2連勝を飾った後、着実にポイントを重ねランキングトップでもてぎに臨んだNISMOだが、9位・7位と躓きシリーズ3位となり、3連覇を果たす事は出来なかった。

### 17規程（2017-19年）

#### 2017年
この年から更にDTM間との車両統一を進めた仕様に変更された。前年に引き続き4チームに供給。ドライバー陣はNISMOとMOLAは不変、TEAM IMPULにはGTアカデミー出身で昨年GT300クラスを戦ったヤン・マーデンボローが昇格。KONDO RacingはGT300クラス移行の柳田真孝に代わり、ジョアオ・パオロ・デ・オリベイラが復帰。開幕するとエンジンの不調や信頼性の低さが露呈してしまい、出力を抑えた状態で戦うのを余儀なくされ、前半3戦は新たに投入したレクサス・LC500やホンダ・NSX-GTに大きく遅れを取ってしまった。その後第4戦SUGOで新エンジンを投入。その第4戦でGT-R勢今季初表彰台となるMOLAが2位、第5戦富士と第6戦鈴鹿1000kmではNISMOが2位に入る等復調の兆しを見せる。最終戦もてぎではNISMOがポールトゥウィンを果たし、GT-R勢今季初勝利を挙げたが、2位に入ったKeePer TOM'Sに2ポイント差で敗れシリーズ2位でシーズンを終える。

#### 2018年
この年も引き続き4チームに供給したが、MOLAがGT500の活動を休止。代わって前年までGT300クラスを戦っていたNDDP RACINGがメンテナンスを委託していたB-MAX RACINGとのコラボチーム「NDDP RACING with B-MAX」としてGT500に参戦を開始。ドライバーはMOLAからスライドする形で本山哲と千代勝正のコンビとなる。そのほかNISMOは前年から不変、TEAM IMPULはGAINERからGT300クラスに移行する安田に代わり、佐々木大樹がマーデンボローとコンビを組み、KONDOは前年までGT300クラスを戦った高星明誠が昇格。この年は前年と比べ予選での速さを大幅に改善。第2戦富士ではNISMOが今季初優勝を果たし、第5戦富士500マイルではポールポジションを獲得したが、後半戦以降トラブルに見舞われる事が多く、第2戦の優勝以外での表彰台は第6戦SUGOでIMPULが獲得した3位のみだった。結局最終戦までにチャンピオン争いに残る事が出来ず、最上位はNISMOのシリーズランキング8位となった。

#### 2019年
この年も引き続き4チームにGT-Rを供給。前年のNISMOフェスティバルにて片桐隆夫CEOが「今はクルマ、タイヤといったハード面のみならず、戦略といったソフト面も含めて、聖域を設けずにすべてを見直して雪辱を果たしたい」と語っていた通りドライバー陣を大幅に刷新。NISMOは不変だが、NDDP RACINGは本山が前年限りでGT500から勇退し、千代はNISMOのリザーブドライバーになり、代わって昨年までトヨタ陣営から平手晃平と、かつてホンダ陣営の童夢からGT500クラスを戦ったフレデリック・マコヴィッキィに変更。IMPULは佐々木のパートナーに平手同様トヨタからジェームス・ロシターが移籍。KONDOは前年で日産との契約を終了したオリベイラに代わってマーデンボローが高星とペアを組む。開幕戦岡山ではNISMOがポールポジションを獲得し、決勝でも途中赤旗終了でありながらも、NISMOが2位、IMPULが3位に入り、シーズンを期待する結果を残す。その後NISMOは第2戦富士、第5戦富士でポールポジションを獲得するも、一歩抜きんでているレクサス・LC500に太刀打ち出来ず、未勝利のままシーズン終盤へと進み、第7戦SUGOで荒天の中タイヤ選択を決めたNDDPがトップに立ち、そのままチェッカーを受け、平手/マコヴィッキィの新加入コンビがGT-R今季初優勝を挙げた。最終戦もてぎでは台頭するレクサス勢の中にNISMOが辛うじてタイトル争いに生き残った状態で挑んだ。予選前の時点でランキングトップのTeam LeMansとの点差が20.5ポイント差でNISMOはこの予選でポールポジションを獲得しないとタイトル争いから脱落となってしまう中挑んだが、結局ポールはau TOM'Sが獲得し、決勝を争う前にタイトル争いから脱落してしまう。17規程での3シーズンはレクサス・LC500の完成度の高さにGT-Rは敵う事は無かった。

### クラス1（2020-21年）

#### 2020年
この年からDTMとの共通レギュレーションとなる「クラス1」が制定され、それに合わせて開発されたGT-Rを供給。また、エンジンも新規で「NR20B」が開発された。ドライバー陣はNISMOとKONDOは不変で、マコヴィッキィとロシターが離脱したNDDPとIMPULにはそれぞれ、千代が復帰し平手とコンビを組み、GT300クラスから昇格した平峰一貴が佐々木とコンビを組む。シーズンが始まると、トヨタ・GRスープラやホンダ・NSX-GTに比べ空力面で不利な状態となり上位に食い込めない事が多々起きるが、第3戦鈴鹿と第6戦鈴鹿でNISMOが優勝を挙げ、第6戦鈴鹿ではIMPULとの1-2フィニッシュと遂げた。

#### 2021年
引き続き4チームにGT-Rを供給。ドライバー陣はNISMOとNDDPは前年から不変だが、IMPULは前年までフォーミュラ2に参戦していた松下信治が平峰とコンビを組み、KONDOは佐々木が復帰し、高星とコンビを組む。これまで度々指摘されていたハイドラッグな空力特性が足枷となり前半戦では上位に入れないレースが続くが、第3戦鈴鹿でNISMOが今季初優勝を飾ると、NDDPが2位、KONDOが3位に入る等GT-R勢が表彰台を独占した。第5戦SUGOではGT-R勢が表彰台を独占した鈴鹿で6位に留まったIMPULが5年振りの優勝を果たし、その後IMPULは第7戦もてぎでも3位に入り、GT-R勢で唯一タイトル争いの権利を残したまま最終戦に挑んだが、序盤のクラッシュによりGT-R勢最上位ながらも結局シリーズ8位でシーズンを終えた。また、この年限りでGT-RでのGT500参戦を終了、翌年からベース車両を新型フェアレディZにスイッチした。

## 戦績

### 2014年
| チーム       | No. | 車両名                 | タイヤ | ドライバー                                | DC   | ポイント |
| ------------ | --- | ---------------------- | ------ | ----------------------------------------- | ---- | -------- |
| TEAM IMPUL   | 12  | カルソニックIMPUL GT-R | B      | 安田裕信 ジョアオ・パオロ・デ・オリベイラ | 6位  | 60       |
| NISMO        | 23  | MOTUL AUTECH GT-R      | M      | 松田次生 ロニー・クインタレッリ           | 1位  | 81       |
| KONDO Racing | 24  | D'station ADVAN GT-R   | Y      | ミハエル・クルム 佐々木大樹               | 10位 | 35       |
| MOLA         | 46  | S Road MOLA GT-R       | M      | 本山哲 柳田真孝                           | 11位 | 31       |

| チーム       | 1      | 2       | 3      | 4      | 5      | 6       | 7      | 8      | 順位 | ポイント |
| ------------ | ------ | ------- | ------ | ------ | ------ | ------- | ------ | ------ | ---- | -------- |
| TEAM IMPUL   | OKA 3  | FSW 1   | AUT 3  | SUG 9  | FSW 8  | SUZ 10  | CHA 3  | TRM 13 | 5位  | 78       |
| NISMO        | OKA 7  | FSW 8   | AUT 1  | SUG 14 | FSW 2  | SUZ 2   | CHA 10 | TRM 1  | 1位  | 102      |
| KONDO Racing | OKA 12 | FSW 4   | AUT 13 | SUG 10 | FSW 15 | SUZ 9   | CHA 2  | TRM 4  | 8位  | 51       |
| MOLA         | OKA 10 | FSW Ret | AUT 2  | SUG 7  | FSW 6  | SUZ Ret | CHA 13 | TRM 5  | 9位  | 45       |

### 2015年
| チーム       | No. | 車両名                 | タイヤ | ドライバー                                                            | DC   | ポイント |
| ------------ | --- | ---------------------- | ------ | --------------------------------------------------------------------- | ---- | -------- |
| NISMO        | 1   | MOTUL AUTECH GT-R      | M      | 松田次生 ロニー・クインタレッリ                                       | 1位  | 79       |
| TEAM IMPUL   | 12  | カルソニックIMPUL GT-R | B      | 安田裕信 ジョアオ・パオロ・デ・オリベイラ                             | 2位  | 74       |
| KONDO Racing | 24  | D'station ADVAN GT-R   | Y      | 佐々木大樹 ルーカス・オルドネス（Rd.1-3） → ミハエル・クルム（Rd.4-） | 10位 | 31       |
| MOLA         | 46  | S Road MOLA GT-R       | M      | 本山哲 柳田真孝                                                       | 6位  | 50       |

| チーム       | 1      | 2      | 3       | 4      | 5      | 6      | 7      | 8       | 順位 | ポイント |
| ------------ | ------ | ------ | ------- | ------ | ------ | ------ | ------ | ------- | ---- | -------- |
| NISMO        | OKA 13 | FSW 1  | CHA 5   | FSW 4  | SUZ 7  | SUG 6  | AUT 1  | TRM 2   | 1位  | 100      |
| TEAM IMPUL   | OKA 7  | FSW 2  | CHA 4   | FSW 3  | SUZ 3  | SUG 11 | AUT 2  | TRM 4   | 2位  | 96       |
| KONDO Racing | OKA 11 | FSW 11 | CHA Ret | FSW 1  | SUZ 13 | SUG 3  | AUT 15 | TRM 12  | 12位 | 43       |
| MOLA         | OKA 8  | FSW 10 | CHA 1   | FSW 14 | SUZ 6  | SUG 2  | AUT 6  | TRM Ret | 6位  | 66       |

### 2016年
| チーム       | No. | 車両名                                | タイヤ | ドライバー                                     | DC   | ポイント |
| ------------ | --- | ------------------------------------- | ------ | ---------------------------------------------- | ---- | -------- |
| NISMO        | 1   | MOTUL AUTECH GT-R                     | M      | 松田次生 ロニー・クインタレッリ                | 3位  | 62       |
| TEAM IMPUL   | 12  | カルソニックIMPUL GT-R                | B      | 安田裕信 ジョアオ・パオロ・デ・オリベイラ      | 8位  | 43       |
| KONDO Racing | 24  | フォーラムエンジニアリング ADVAN GT-R | Y      | 佐々木大樹 柳田真孝                            | 7位  | 43       |
| MOLA         | 46  | S Road CRAFTSPORTS GT-R               | M      | 本山哲 千代勝正（Rd.1-5,7-8） 高星明誠（Rd.6） | 10位 | 36       |

| チーム       | 1      | 2      | 3       | 4       | 5       | 6      | 7     | 8      | 順位 | ポイント |
| ------------ | ------ | ------ | ------- | ------- | ------- | ------ | ----- | ------ | ---- | -------- |
| NISMO        | OKA 1  | FSW 1  | SUG 9   | FSW 4   | SUZ 6   | CHA 14 | TRM 9 | TRM 7  | 3位  | 83       |
| TEAM IMPUL   | OKA 5  | FSW 11 | SUG Ret | FSW 1   | SUZ Ret | CHA 4  | TRM 7 | TRM 8  | 8位  | 57       |
| KONDO Racing | OKA 13 | FSW 9  | SUG 1   | FSW Ret | SUZ 12  | CHA 13 | TRM 1 | TRM 10 | 7位  | 57       |
| MOLA         | OKA 3  | FSW 7  | SUG 13  | FSW Ret | SUZ 3   | CHA 12 | TRM 8 | TRM 6  | 9位  | 54       |